# Coeligena wilsoni
Coeligena wilsoni е вид птица от семейство Колиброви (Trochilidae). Видът е незастрашен от изчезване.

## Разпространение
Разпространен е в Колумбия и Еквадор.